# Agafant l'horitzó
Agafant l'horitzó è un brano pubblicato il 3 settembre 2017 su YouTube, composto dal gruppo musicale Txarango a cui partecipano anche altri cantanti come Gemma Humet, Les Kol·lontai, Aspencat, Ascensa e Cesk Freixas, creato come segnale di sostegno al referendum sull'indipendenza della Catalogna nel 2017, ispirato dal ritornello finale della canzone 'Article 1.1' di Cesk Freixas e dai versi di Ovidi Montllor "Gent de mar, de rius i de muntanyes, Tindran tot. I es parlarà de vida." che in italiano vuol dire "Gente di mare, dei fiumi e delle montagne, avranno tutto. E si parlerà di vita."
I membri del gruppo hanno dichiarato di aver composto la canzone "perché non volevano restare a guardare" e di essere favorevoli al referendum e all'indipendenza della Catalogna. La canzone è stata soprannominata "la canzone per il sì al referendum" e hanno usato, all'interno della canzone, lo stesso motto "Viure vol dir prendre partit" (in italiano "vivere vuol dire schierarsi") usato dal CUP per la campagna, in quanto la formazione ha co-prodotto la canzone. Diversi gruppi ed entità hanno usato questa canzone giorni prima del referendum del 1 ottobre. Tra coloro che lo hanno utilizzato c'è il paese di uno dei membri del gruppo Txarango, Santa Eugènia de Berga che ha usato la canzone in un lip dub a favore del referendum e dell'indipendenza a cui hanno partecipato entità dello stesso paese tra cui il Comune di Santa Eugènia de Berga. Diversi video includevano anche questa canzone sui social media come 9 TV che ha prodotto un video musicale, un riassunto della campagna per il referendum, con questa canzone. L'11 settembre 2017 alla Festa per la Llibertat organizzata da Òmnium Cultural su Passeig de Lluís Companys, Txarango ha cantato cinque canzoni dei suoi ultimi album, tra cui La canzone per il referendum. Anche in campo epistolare, in una lettera a Meritxell Serret i Aleu, l'allora vicepresidente Oriol Junqueres, che ha cessato di esserlo in seguito agli auspici dell'articolo 155, alludeva ai versi della canzone.
Dopo che il cantante Cesk Freixas ha partecipato a questa canzone, il PP della città valenciana di Pinós ha cercato di annullargli un concerto il 22 settembre del 2017, perché riteneva “inopportuno” che l'Assessorato alla Cultura “permettesse l'imposizione e l'ostentazione del catalano”; hanno anche manifestato il loro disappunto attraverso il social network Facebook.

## Altre canzoni per il referendum
Dopo l'uscita della canzone Agafant l'horizó, altri artisti avrebbero creato canzoni a favore del referendum, tra cui 'La rumba del sí', di Pepet i Marieta; #JoDicSí, di Exili a Elba; No pots tancar-nos a tots, di Joan Dausà; Som! di Xeic!; Ni tongos ni milongues que jo votaré diMali Vanili; Dies de llum di Èric Vinaixa e Rojos y separatistas di Lágrimas de Sangre. Anche il chitarrista di Flix, Xarim Aresté, ha collegato il messaggio della canzone Indomables, del suo album Polinèsies, ai "giorni di straordinarietà storica che stiamo vivendo".